# Fotosfeer

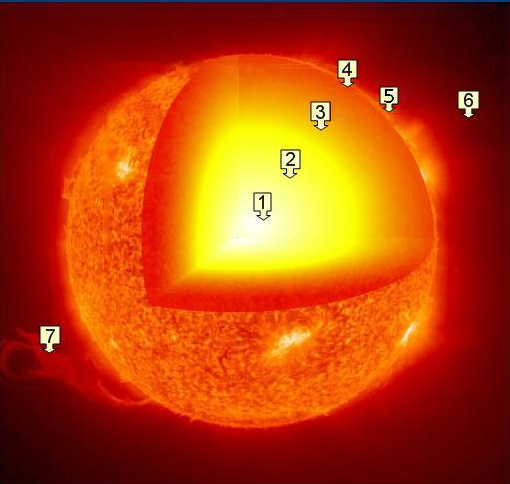
De lagen van de zon. Laag 4 is de fotosfeer.

De fotosfeer is de diepste laag van de atmosfeer van een ster, zoals de zon. Bijna al het licht dat we van een ster waarnemen, komt uit diens fotosfeer (vandaar de naam, van Oudgrieks φῶς, phōs en σφαῖρα, sphaira,  "lichtbol"). 
Als onderkant van de fotosfeer wordt de diepste laag, waarvan we de uitgezonden straling direct kunnen waarnemen, genomen; deze laag geldt als "oppervlak" van de ster (omdat de zon gasvormig is, is er geen vast oppervlak). Vanaf dit "oppervlak" reikt de fotosfeer tot een hoogte van ongeveer 300 à 500 km, tot een laag waar de temperatuur een minimum bereikt: de temperatuur daalt van ongeveer 6500 K aan het "oppervlak" tot 4500 K aan de bovenkant van de fotosfeer. Daarboven begint de chromosfeer en gaat de temperatuur met toenemende hoogte weer stijgen.
De dichtheid in de fotosfeer reikt van 0,3 g/m3 aan het zonsoppervlak (4000 keer kleiner dan de dichtheid van lucht op zeeniveau op Aarde) tot 0,01 g/m3 bij de overgang naar de chromosfeer (200.000 keer ijler dan de lucht op zeeniveau op Aarde).
Bijna de hele fotosfeer is bedekt met granulatie, een korrelig, wriemelend patroon van steeds wisselende cellen heet gas, dat het gevolg is van de convectiestromen die de energie uit het binnenste van de zon naar zijn oppervlak transporteren.